# Carlo Emanuele III của Sardegna
Carlo Emanuele III của Sardegna (tiếng Ý: Carlo Emanuele III; tiếng La Tinh: Carolus Emmanuel III; 27 tháng 4 năm 1701 – 20 tháng 2 năm 1773) là Công tước xứ Savoia, Vua của Sardinia và là người cai trị các Nhà nước Savoyard từ ngày 3 tháng 9 năm 1730 cho đến khi ông qua đời vào năm 1773. Ông là ông nội của ba vị vua chính thống cuối cùng của Sardinia.
Mẹ của ông là Anne Marie của Orléans, một quận chúa của Pháp, con gái của Công tước Philippe và Henrietta của Anh, cặp đôi này đã kiến tạo ra Vương tộc Orléans, có nghĩa là thông qua mẹ mình, Carlo gọi vua Louis XIII của Pháp và Vua Charles I của Anh là ông cố ngoại.